# 夏尔·阿尔芒·德·贡托-比龙

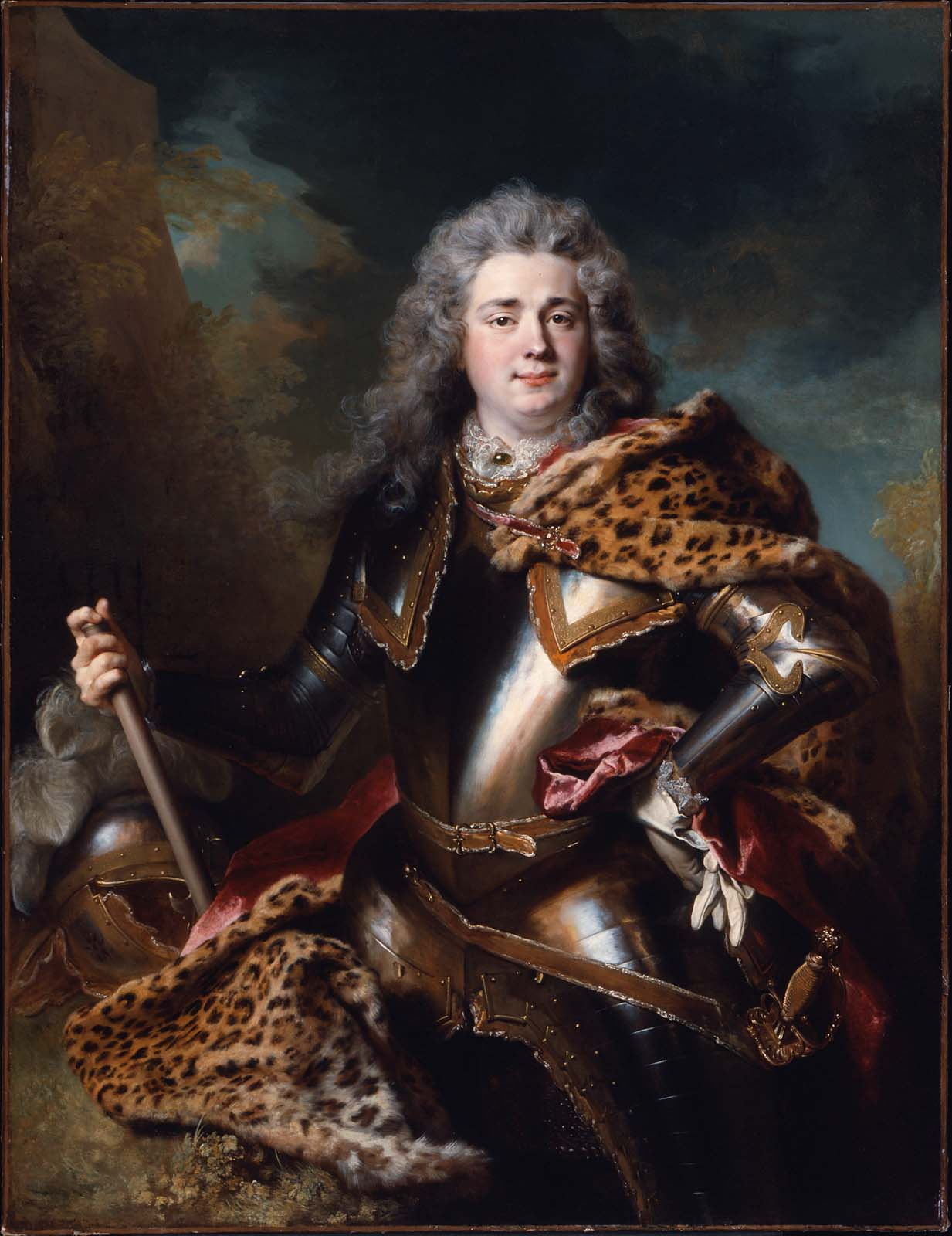
比龙公爵肖像（1714年）, 尼古拉斯·德·拉吉利埃作品 (波士顿美术博物馆)

夏尔·阿尔芒·德·贡托，比龙公爵（法語：Charles Armand de Gontaut, duc de Biron；1663年8月5日—1756年7月23日），法国军事领导人，阿尔芒·德·贡托-比龙的曾孙，在路易十四和路易十五时期任军官，被授予法国元帅荣誉头衔。
1708年参加奥德纳尔德战役。
妻子玛丽·安托瓦内特，洛赞女公爵（Marie-Antoinette, duchesse de Lauzun），洛赞公爵安托万·农帕尔·德·科蒙的侄女。他们有14个孩子：
- 路易·安托万·德·贡托（1700–1788），法国元帅
- 夏尔-安托万（1708–1800），比龙公爵，阿尔芒·路易·德·贡托（1747-1783）之父
- 朱迪特-夏洛特，嫁给克洛德·亚历山大·德·博纳瓦尔
- 热纳维耶芙，嫁给格拉蒙公爵路易